# Gregoire Boonzaier
Gregoire Johannes Boonzaier, né le 31 juillet 1909 au Cap et mort le 22 avril 2005 à Onrusrivier, est un artiste peintre sud-africain.

## Biographie

### Enfance et formation
Il est né est né à Newlands, un quartier du Cap en 1909.
Il est le fils du caricaturiste Daniël Cornelis Boonzaier.

### Carrière
En 1923, à l’âge de 14 ans, ses deux premières peintures à l’huile sont exposées à la galerie Ashbey au Cap - sa première exposition personnelle réussie s’y tiendra également deux ans plus tard. Grégoire a ensuite tenu plus de 100 expositions individuelles au cours de sa longue carrière de plus de quatre-vingts ans.
Il ouvre son propre studio au Cap en 1934.

## Prises de positions

### Apartheid
Il participe via son travail à l'opposition interne à l'apartheid.

## Récompenses
- Ordre du service méritoire (en)[3]